# Todos locos por amor
Todos locos por amor es una serie de televisión italiana producida por Rai Fiction y Publispei, transmitida a primera vista por Rai 1 del 7 de diciembre de 2008 al 1 de enero de 2012.

## Producción
El tema original de la serie es de Iván Cotroneo. Para la primera temporada, los temas de las apuestas fueron escritos por Ivan Cotroneo y Monica Rametta. Los guiones fueron escritos por Ivan Cotroneo, Monica Rametta, Elena Bucaccio, Stefano Tummolini, Stefano Bises. La productora de Publispei, que a menudo ha adquirido formatos españoles muy exitosos, como Médico de familia o I Cesaroni, exportará el formato de esta ficción en el país ibérico.
El 14 de febrero de 2011 comenzó el rodaje de la tercera temporada. Los actores son confirmados por Antonia Liskova, en el papel de Laura, Emilio Solfrizzi, Nicole Murgia y Brenno Placido, mientras que Alessio Boni ya no es parte del elenco. Martina Stella interpreta a Elisa, una chica de la Toscana y prima cercana de Mónica, quien se convierte en parte de Tu donna. En el reparto también se encuentran Ricky Memphis, Anita Caprioli, Alessia Barela y Lucrezia Lante Della Rovere. Lo peculiar de la tercera temporada es que cada episodio sucede en 24 horas, contando todo un día a los personajes de la serie. En particular narrará 26 días, del 7 de diciembre al 1 de enero. El 21 de octubre de 2011 finalizó el rodaje de la temporada, mientras que la transmisión se realizó el 6 de noviembre en Rai 1.
En 2012, los guionistas de la serie anunciaron que la cuarta temporada se encontraba en fase de planificación y estaba en curso la confirmación por parte de Rai para comenzar la producción. En la primavera de 2013, el guionista Ivan Cotroneo confirmó que estaba trabajando para una cuarta temporada. En mayo del mismo año, la directora Laura Muscardin confirmó durante la transmisión Fiction Magazine la producción oficial de la cuarta temporada, pero también afirmó que para el comienzo de la sesión se tendría que esperar un tiempo. En el mes de junio se confirmó la cancelación del proyecto: Carlotta Natoli en una entrevista reveló que la serie no se renovaría en una cuarta temporada, ya que Rai no tenía la intención de arriesgarse a arruinar un producto tan innovador en el pico de su éxito afirmando que cuando la serie va demasiado lejos, a menudo sucede que pierden su calidad; como sucedió con otros famosos.

## Trama

### Primera temporada
Paolo es un viudo de cuarenta años con una hija de 16 años, Cristina. Laura es una mujer de treinta y ocho años divorciada y con dos hijos, Emanuele de 16 y Nina de 7. El exmarido de Laura, Richard vive en los Estados Unidos y es gay, este es el motivo por el que se divorciaron. Las vidas de las dos familias se entrelazan cuando Paolo y su hija se mudan al mismo piso que el apartamento de Laura. Inicialmente, Laura y Paolo no pueden pararse a hablar, incluso nunca se han visto y se comunican solo a través de las entradas que quedan en los postigos de las ventanas. Emanuel y Christina, son compañeros en la misma clase, dividen la mesa ya que ellos tampoco se pueden soportar: Cristina llama a Emmanuel "Psicosis" por ser un hombre hiperestricto y preciso en casi todo y extremadamente paranoico con la higiene, mientras que la niña es definida por el chico como "tóxica" y troglodita por sus maneras de marimacho y por su ignorancia en las materias escolares.
El único que parece llevarse bien con todos es Nina, que todavía está en la guardería, tiene un amigo imaginario llamado Philip. Laura y Paolo, se enamoran el uno del otro, inicialmente sin saber que son vecinos odiados, luego se conocen, comienzan a pasar el rato sin que sus hijos sepan que se sorprenderán cuando lo sepan. Laura, después de un largo periodo de inactividad en paro, encuentra un trabajo en la oficina editorial del periódico de mujeres "Tu donna", dirigida por Mónica, quien se convertirá en su mejor amiga. Lea, Rosa, Maya y Elio también trabajan en el equipo editorial. Paolo y Laura deciden tirar la pared que separa los dos apartamentos y así las dos familias vivirán juntas. La mejor amiga de Paolo, Michele, es una empedernida de "Don Giovanni", cada mujer que ve debe ser suya, pero solo durante dos semanas, solo para luego dejarla, haciéndola sufrir.
Michele conoce a Mónica, con quien primero tiene una relación tensa o antipática, después será de amistad y complicidad. Michele comenzará a sentir otros sentimientos hacia ella, pero comprenderá que nunca estará con Mónica, por lo que le permite conocer a Ermanno, un chico sencillo, y opuesto a Mónica; Michele le aconseja cómo cortejarla y enamorarla, hasta que Mónica, una vez enamorada, descubre la ficción y toma venganza de Michele. Finalmente, Michele y Mónica se comprometerán y se van a vivir juntas. La hermana de Laura, Stefania, y su novio, Giulio, han estado comprometidos durante años: inicialmente ella siempre está ausente y en los pocos momentos que sale lo explota y está dominado por su amor.
Los dos no pueden tener hijos, porque ella es estéril, por lo que deciden adoptar uno, pero ella acabará embarazada de gemelos, por lo que al final tendrán que cuidar a tres niños: Yang, Rachel y Rebecca. Clelia y Mario son los padres de Laura y Stephanie, su madre es dominante, brillante y exitosa como abogada matrimonialista, que dedican a Sandrine: los dos divorciados desde hace años, se comprometerán sin que nadie lo sepa. Las tías solteronas de Paolo y Cristina: Sofía y Filomena, de mente limpia, muy creyente y omnipresente en la vida de sus sobrinos. Cada episodio es acompañado por una entrevista de la señorita Carla al Dr. Freiss, los dos intervienen externamente sobre los acontecimientos de los personajes. Laura queda embarazada de Paolo, pero el embarazo terminará mal y la mujer se pondrá más fría con su pareja, acusándolo de no haber tenido tiempo de llevarla al hospital, ya que no tiene carné de conducir.
Paolo intentó traicionar a Laura con su amiga encantadora y antigua estudiante Natasha, pero en último momento son leales a Laura; mientras que ella sospecha que él ha sido infiel y pasa una noche de amor con su exmarido. Paolo busca un acercamiento con Laura, incluso le pide que se case con él, ella acepta, pero por honestidad, la noche antes de la boda le revela su traición con Riccardo. Paolo decide no casarse con Laura, dejándola justo enfrente del altar y huyendo. Paolo, una noche, se lamenta de su elección apresurada de romper con ella, pidiéndole a Laura que lo perdone de nuevo y tratar de vivir. La serie termina con los dos besos y todos los protagonistas que aplauden a distancia, como si estuvieran verdaderamente casados.

### Segunda temporada
Ha pasado un año desde la primera temporada. Paolo lamentó no haber pronunciado el fatídico "sí", por lo que le pide a Laura, por segunda vez, que se case con él. Mónica y Michele se casan junto con los dos protagonistas, pero de repente muere de un ataque al corazón frente al altar. Michele, sin embargo, permanece en la serie gracias a los consejos que da a sus amigos de la otra vida gracias a apariciones en los sueños. Una vez más, Paolo y Laura no pueden casarse, y Mónica descubre que está embarazada. Adriano, el hermano de Michele, fue a la ciudad para la boda, comparte apartamento con Mónica, de la cual decide cuidar en lugar de su hermano. Laura publica su primera novela, Innamorate Pazze, que es un gran éxito y se propone publicarla en Francia.
Cristina y Emanuele se enamoran de dos hermanos, respectivamente: Raoul, un niño VIH positivo, y su hermana Viola, una académica y competitiva. El amor estalló entre Adriano y Mónica, pero recientemente se comprometió con la peluquera toscana Bea. Stefania y Giulio, por otro lado, están luchando con dos hermosas niñas pequeñas nacidas en el mundo, las gemelas Rachel y Rebecca, y el hijo adoptivo Yang, quien tendrá una relación especial con la "abuela" Clelia. La misma Clelia y Mario, después de separarse, se reunieron y se casaron de nuevo con un rito indio en el episodio duodécimo, después de varias peleas y celos de él por un amigo de Clelia, con quien estaba estableciendo un vínculo especial.
Paolo decide dejar su trabajo, que ya no le satisface, y abrir un invernadero con cierta Valeria Guerrieri, una chica joven y dura que está a punto de casarse. A pesar de todo, sin embargo, Paolo traiciona a Laura con Valeria (realmente enamorada de Giorgi), y ella, a pesar de que besó a su encantador editor Marco, que la estaba ayudando con su exitosa novela, no quiere regalarla, y decide irse para siempre Paolo, muy arrepentido. Y si Cristina se da cuenta de que no estaba bien mediante el tratamiento de Raoul como "diferente", y los dos se comprometen, Viola traiciona Emanuele con Sandrino, su exnovio, muy agradable de veinte años ( se define a menudo como una pequeña leyenda de la universidad). Incluso su historia, sin embargo, tendrá éxito. Laura y Paolo, en un final casi catastrófico, se casan en la pequeña iglesia del hospital donde fue hospitalizado después de un accidente, mientras perseguían a su hija Cris y Ema después de su examen de fin de curso.
Michele, por otro lado, obtiene permiso para ir a la tierra a ver a su hijo, a quien Mónica acaba de dar a luz con la ayuda de su amado Adriano, donde se despide de ella porque ahora ha completado la tarea de proteger y ayudar sus amigos. Entonces, Mónica rompió a llorar con el bebé recién nacido, que llama a Michelino. Mientras tanto, incluso las chicas del equipo editorial se han asentado. Rosa, abandonada por su esposo Carlo con tres gemelos dependientes, después de buscar en vano al hombre adecuado, lo encuentra en el canguro de sus hijos, Teo, de veintitrés años. Lea se enamora inesperadamente de Ermanno, quien se convierte en el gráfico del periódico en lugar de Elio, que fue despedido.
Maya, por otro lado, es oficialmente confiable. Él es Tommaso. Separado con dos hijos, pero no parece ser realmente adecuado para ella. De hecho, cuando Elio regresa por el amor de Maya, después de haberla cortejado durante mucho tiempo logra que ella se enamore de él, y que se aleje de Tommaso. Después de un breve escape de Stefania, por miedo a fracasar como madre y educadora, ella y Giulio también viven serenamente con sus tres hijos. Cristina y Raoul y Emanuele y Viola están juntos, y todo termina para mejor, en el hospital, en las notas de la canción "El amor está en el aire”.

### Tercera temporada
Laura y Paolo alquilaron un apartamento en familia para estar en paz y lejos de los problemas familiares de los niños y las tías (que se fueron a vivir con ellos después del desalojo). Una vez que se ha descubierto el escondite secreto, todos en la familia quieren el apartamento para ellos, afirmando sus necesidades. Esto es cierto para Cristina y Raoul, Viola y Emanuele, que llevan mucho tiempo buscando un hogar en el que vivir juntos, para Stefania y Giulio, cuyo nuevo hogar todavía está en el centro de algunas renovaciones, para las tías, que quieren un espacio solo para ellos. Mientras tanto, en el equipo editorial, todos los empleados descuidan al trabajo y a los lectores, para tratar temas de amor y problemas familiares. Mónica está divorciada de Adriano y ahora vive solo para su hijo. Rosa está convencida de que ha superado el problema de la diferencia de edad con Teo, pero parece ser solo una ilusión.
Maya está desesperada: Elio, el gráfico, se va a América, y regresará solo en un mes. Entonces tendrá que permanecer en castidad durante veinticuatro días más o menos. En su lugar se hace cargo de Elisa Trombetti, la prima toscana de Mónica. Elisa es una chica joven y extraña. No solo se propone resolver los problemas de sus colegas, sino que también aconseja a Mónica ir al pediatra ideal: Giampaolo, su prometido. Sin embargo, sucede cada vez más que Mónica tiene visiones, que revelan que en los siglos y milenios antes de ella y Giampaolo eran amantes (¡incluso desde los tiempos de la Prehistoria y el Renacimiento!). Todo esto provoca perturbaciones en Mónica, quien se siente dividida entre un amor creciente por Giampaolo y la solidaridad hacia su primo. Dado que incluso Giampaolo, después de un tiempo, comienza a tener visiones sobre ella, los dos comienzan a ser amantes, incluso sabiendo que el matrimonio entre Giampaolo y Elisa se avecina.
En la vida de Laura reaparece Eva, su vieja amiga, que irá a trabajar a la guardería de Paolo, convirtiéndose en su mejor amiga. Se debe decir que Eva es lesbiana y está comprometida con Roberta. Mientras tanto, las cosas para las parejas Ema-Viola y Cris-Raoul no son todas rosas y flores. Los cuatro han ganado el apartamento de sus padres y lo dividen. Pero Emanuele está celoso de un amigo francés rico de su novia, y Francesca, su compañera de colegio, se vuelve muy enamorada de Balestrieri, ¡Cristina está embarazada! Ella y Raoul quieren quedarse con el bebé, pero esperan antes de decirles algo a sus padres. Poco después aparece la "hermana mala de Clelia”... Ella es hermana de la abuela Clelia, y llega a Roma por unos días. Y de inmediato prueba su malicia, hasta que revela, poco antes de irse, que encontró en la antigua habitación de Cristina una prueba de embarazo positiva (que la niña había escondido). A pesar de todas las preocupaciones, la familia está feliz con este feliz evento. Paolo y Laura, por lo tanto, deciden esperar antes de tener un hijo propio. Los dos habían decidido intentarlo, pero dado el embarazo de la joven Giorgi, eligen esperar. Pero las cosas vuelven como antes, y, convencida por la propia Cristina, busca a este niño. Incluso después del consejo de varios médicos, los dos fracasan en su dulce intento, y esto los hace más tristes.
Para Stefania y Giulio, sin embargo, el final parece haber llegado. Ella está haciendo todo lo posible para tener la casa más bella del mundo, gastando dinero innecesariamente. Esto enoja al marido y los dos terminan en el hospital después de una tormentosa cena de Navidad. A lo que Stefania y Giulio optan por la solución más conveniente: divorciarse. Clelia y Marito, por el contrario de su hija más íntima, intentan escapar de este matrimonio, pero luego se arrepienten y regresan de sus queridos nietos sin pestañear. Además, Clelia es "contratada" en el divorcio entre Stefania y Pierantoni. Pero será el abogado de este último. Stefania está amargada, pero al final todo está arreglado, y ella y su esposo se reúnen, finalmente. Incluso las chicas de los editores tienen sus problemas. Rosa tiene que enfrentarse a la madre de Teo, que la engaña. Es psicoterapeuta y cuando descubre que la bella Rosa es la compañera de su hijo, la lleva a pensar mal sobre él porque quiere que se vayan. Pero él no se saldrá con la suya, y Salerno regresa con Teo.
Maya intenta en todo sentido permanecer fiel a Elio y, después de mil esfuerzos, lo logra. Lástima que finalmente le dice que se ha enamorado de un estadounidense...! Mientras tanto, Laura, la nueva editora de la revista, a la que Mónica dejó el cargo al comienzo de la tercera serie, tiene que enfrentar los problemas económicos de “Tu Donna”, que está a punto de cerrar. Pero una idea brillante llevará al periódico a permanecer abierto nuevamente. Giampaolo no podía decirle a Elisa que amaba a Monica, pero cuando encuentra el valor, se le anticipa al revelar su embarazo. En realidad, es solo una mentira, Elisa ha descubierto la relación clandestina entre su novio y su prima y quiere venganza. Pero en su boda, tanto Giampaolo como Mónica tienen la visión de que los Trombetti también mintieron en la Prehistoria, fingiendo estar embarazadas. Habiendo entendido esto, los dos son felices besándose. Y luego, Elisa encuentra el amor verdadero en ese desafortunado día. ¡El testigo de Giampaolo! Además: Nina se convierte en E.M.O. por el bien de un niño del mismo modus vivendi, Raoul es despedido, intenta trabajar en el invernadero de Paolpo, pero decide escapar de sus responsabilidades.
Francesca convence a Emanuele de que Viola lo traicionó con su amigo Jean-Claude (amigo francés de Viola), en la vida de la familia Giorgi Claudia, madre de Raoul y Viola, quien resulta ser una vieja llama de Paolo. Ella se convertirá en el sueño erótico de Eva, quien la olvidará para siempre, regresando a Roberta. Sin embargo, después de mil percances, en la víspera de Año Nuevo, entre finales de 2011 y principios de 2012, Cristina y Emanuele recuperan a Raoul y Viola que se iban a marchar. Y luego, Laura le dice a Paolo que espera un bebé. Y toda esta familia extendida se sube a un autobús, cantando "Azzurro", la famosa canción de Celentano. Y en el autobús, dice "¡Todos locos por amor”...!

## Episodios
| Temporada         | Episodio | Tiempo TV |
| ----------------- | -------- | --------- |
| Primera temporada | 26       | 2008-2009 |
| Segunda temporada | 26       | 2010      |
| Tercera temporada | 26       | 2011-2012 |

Las dos primeras series tienen como episodios los títulos de canciones famosas (como Question of feeling o Love is in the air); el tercero es un día, una especie de diario que comienza desde el comienzo de diciembre hasta el nuevo año (para cada episodio no hay un título real, sino la fecha en la que tiene lugar).

## Personajes e intérpretes
En la segunda temporada, Stefania Rocca, debido a un embarazo, fue reemplazada por Antonia Liskova con una nueva versión. Neri Marcorè, en cambio, ocupado en varios frentes, optó por la muerte de su personaje, pero también aparece brevemente en los episodios de la segunda temporada en el papel de alma del Paraíso.

### Personajes principales
- Laura Del Fiore (stagioni 1-3), interpretada por Stefania Rocca (stagione 1) e da Antonia Liskova (stagioni 2-3).
- Paolo Giorgi (stagioni 1-3), interpretado por Emilio Solfrizzi.
- Michele Ventoni (stagioni 1-2), interpretado por Neri Marcorè.
- Monica Liverani (stagioni 1-3), interpretada por Carlotta Natoli.
- Lea De Angelis (stagioni 1-2), interpretada por Sonia Bergamasco.
- Maya Marini (stagioni 1-3), interpretada por Francesca Inaudi.
- Rosa Salerno (stagioni 1-3), interpretada por Irene Ferri.
- Giulio Franci (stagione 1, guest 2), nterpretado por Max Giusti.
- Elio Franci (stagioni 1-2, ricorrente stagione 3), interpretado por Corrado Fortuna.
- Stefania Del Fiore (stagioni 1-3), interpretada por Marina Rocco.
- Giulio Pierantoni (stagioni 1-3), interpretado por Luca Angeletti.
- Zia Sofia Nicolini (stagioni 1-3), interpretada por Ariella Reggio.
- Zia Filomena Giorgi (stagioni 1-3), interpretada por Pia Velsi.
- Cristina Giorgi (stagioni 1-3), interpretada por Nicole Murgia.
- Emanuele Balestrieri (stagioni 1-3), interpretado por Brenno Placido.
- Nina Balestrieri (stagioni 1-3), interpretada por Laura Calgani.
- Clelia Arcangeli (stagioni 1-3), interpretada por Piera Degli Esposti.
- La signorina Carla (stagioni 1-2), interpretada por Carla Signoris.
- Dottor Freiss (stagioni 1-2), interpretado por Giuseppe Battiston.
- Mario Del Fiore (stagioni 1-3), interpretado por Luigi Diberti.
- Adriano Ventoni (stagione 2), interpretado por Alessio Boni.
- Ermanno Russo (ricorrente stagione 1, stagione 2), interpretado por Pietro Taricone.
- Giampaolo (stagione 3), interpretado por Ricky Memphis.
- Viola Sacchetti (ricorrente stagione 2, stagione 3), interpretada por Claudia Alfonso.
- Raoul Sacchetti (ricorrente stagione 2, stagione 3), interpretado por Gabriele Rossi.
- Elisa (stagione 3), interpretada por Martina Stella.
- Eva (stagione 3), interpretada por Anita Caprioli.

### Personajes secundarios
- Gennaro Capone (stagioni 1-3), interpretado por Adriano Pantaleo.
- Merloni (stagioni 1-3), interpretado por Paolo Merloni.
- Valentini (stagioni 1-3), interpretado por Paolo Setta.
- Martina Liboni (stagioni 1-3), interpretada por Chiara Milani.
- Natascia Leonardi (stagione 1), interpretada por Clizia Fornasier.
- Carlo (stagione 1, guest stagione 2), interpretado por Fabio Balasso.
- Caterina Mancuso (stagioni 1-2), interpretada por Patrizia Loreti.
- Riccardo Balestrieri (stagione 1), interpretado por Tomas Arana, expresado por Fabrizio Pucci.
- Sergio (stagione 1), interpretado por Luca Calvani.
- Davide Palmieri (stagione 1), interpretado por Federico Le Pera.
- Chiara (stagione 1), interpretada por Alessandra Bellini.
- Clara (stagione 1), interpretada por Mia Benedetta.
- Valeria Guerrieri (stagione 2), interpretada por Camilla Filippi.
- Marco (stagione 2), interpretado por Ignazio Oliva.
- Tommaso (stagione 2), interpretado por Giulio Base.
- Angélica, la voz del paraíso (temporada 2), doblada por Paola Cortellesi.
- Yang (stagioni 2-3), interpretado por Stephan Leonard Asanza.
- Bea (stagioni 2-3), interpretada por Chiara Francini.
- Teo (stagioni 2-3), interpretado por Stefano Masciolini.
- Francesca (stagione 3), interpretada por Mily Cultrera Di Montesano.
- Roberta (stagione 3), interpretada por Alessia Barela.
- Anna (stagione 3), interpretada por Orsetta De Rossi.
- Fab (stagione 3), interpretado por Daniele Greggio.
- Elvira Arcangeli (stagione 3), interpretada por Giovanna Ralli.
- Jean Claude (stagione 3), interpretado por Alan Cappelli Goetz.
- Claudia Sacchetti (stagione 3), interpretada por Lucrezia Lante Della Rovere.

## Promoción
Para el lanzamiento de Todos locos por amor, además de la publicidad clásica, Rai también utilizó el marketing viral por primera vez, creando tres parodias que juegan con el título de ficción y dan vida a los protagonistas de la serie en los escenarios de las películas más clásicas género. Entonces, para el lanzamiento de esta ficción, Rai subió a YouTube:
- Un video titulado Todos satisfechos por amor, versión de terror[1]
- Un video titulado Todos satisfechos por amor, spot en la versión occidental[2]
- Un video titulado Todos locos por amor, lugar en la versión de ciencia ficción[3]

Para promocionar la segunda temporada, el 13 de marzo de 2010 se realizó un flash mob en el centro comercial Porta di Roma, donde docenas de bailarines (profesionales y no) bailaron en las notas de la serie, mezclados, vistiendo camisetas de ficción.

## Agradecimientos
En 2009, Todos locos por amor fue proclamado, como parte del Premio Regia Televisiva, mejor ficción. Para el papel de Lea, la actriz Sonia Bergamasco ganó el premio a la Mejor Actriz de Reparto en el RomaFictionFest 2009. El formato de la serie recibió una mención especial en la XXXIV edición del Golden Chest Award.